# Furpeace
furpeace（ファーピース）は、人に併せて愛犬も独自のアカウントを持ち、”犬のきもち”を140字以内で”ばう”する愛犬家と犬自身をターゲットとしたマイクロブログ。日本の早稲田大学大学院生が立ち上げたベンチャーFurpeace inc.が2010年2月1日β版にてサービスを開始した。犬特化型ミニブログでは世界初である。日経ビジネスにも掲載された、草食系ベンチャーの旗手。犬のミニブログ創業のきっかけは、代表が犬好きだったことに端を発し、furpeaceでは彼の実際の飼い犬がつぶやいている。
日常では視覚化されない「犬が好き」と「犬の癒し」のコミュニケーション価値を、Web上で”犬のきもち”として見える化し、
サービス上では犬と犬が会話することができる。
2014年春、完全スマホアプリ化するフル・リニューアルを行い、つぶやきはその都度約８０個あるカテゴリに分類され、それぞれのカテゴリごと（例：お悩み相談）の別ページに自動的に蓄積される。業界初のつぶやき型、有用情報蓄積口コミサイト。
キャンパスベンチャーグランプリ東京2009。 日刊工業新聞社賞。

## 世界観
ほのぼのとした ゆるい世界観をもっている、犬のファーピースさん、ってなんなん？（動画）
furpeace（ファーピースＣＭ） web CM　禅 -Zen- (HD)

## 利用方法
現在パソコン、携帯電話、スマートフォン、タブレット型コンピュータから利用することができる。
furpeaceは無料のサービスである。メールアドレスとパスワードを登録することで使える。

## 機能
- つぶやく愛犬（ばう）

furpeaceでは人のみならず、愛犬も固有のアカウントを持ち、”いぬのきもち”を”ばう”（投稿）し、愛犬の今の様子を伝えあうことで、コミュニケーションに癒しを生む。
- チャット型ミニブログ

furpeaceは一方的につぶやくTwitterとは異なり、時系列でありながら「トピック形式」を採用し、「コメントする」を利用することで、チャットのような短い会話が人と犬、人と人、犬と犬の間に生まれる。これによりユーザのサイト滞在時間が増えると予測されている。
- 兄弟探し親戚探し機能 （停止中）

先行サービス愛犬専用mixiアプリ｢dogxi(ドグシィ)｣に実装済みの、愛犬の血統書番号を入力してもらい、それらをマッチングさせる「兄弟探し機能」では、既に253組の愛犬とその兄弟との劇的な再会が実現している。ペット業界関係者へのリサーチによると65%の飼い主さんが「愛犬の兄弟を探してみたい」と答え、本機能はfurpeaceに引き継がれており、登録数の増加に比例して、兄弟の発見率も上がってくるらしい。
- ファーピース犬

サービス上では、創業メンバーがモデルになっているらしい社員犬、「ファーピース犬」2匹がたまにつぶやいている。
- ”ほね”機能

飼い主と愛犬がより多くの面白い有用なつぶやきを共有・共感できるように設計された、ボタン一つでつぶやきに何個でも「ほね」をあげることができる機能。「ほね」をあげると、相手の犬が自動的に言葉を発する。
- 犬のつぶやき型広告システム「遠吠え」

Twitterに先駆けて、Promoted Thread（つぶやき型広告）を、実装し、サンスター、DHCやペットパラダイスなどが採用している。

## スマートフォン・携帯からの利用
furpeaceは携帯電話向けを開発・公開した。
furpeaceはスマートフォンWeb版「furpeace flick」を開発・公開した。
furpeaceはスマートフォン版アプリ「furpeace appri」を開発・公開した。

## 推奨環境（OS・ブラウザ）
[アプリ]
iPhone、Android
[OS] 
Windows XP、Windows Vista、Windows 7、Windows 8（Mac OS X 10.4）以降 
[ブラウザ]
Windows Internet Explorer 7.x 8 9、Firefox4.x、 Chrome2,3,4 （Macintosh Safari3.x）